# Бентли Литъл
Бентли Литъл (на английски: Bentley Little) е американски писател на произведения в жанра хорър. Писал е и под псевдонима Филип Емънс (Phillip Emmons).

## Биография и творчество
Бентли Литъл е роден на 21 декември 1960 г. Мейса, Аризона, САЩ, в семейството на Лари и Розан Литъл, учител и художничка. Получава бакалавърска степен по комуникации (1984) и магистърска степен по сравнителна литература и творческо писане (1986) от Калифорнийския държавен университет във Фулъртън. По време и след дипломирането си работи на различни временни места, включително като помощник в библиотека, вестникарски репортер и технически писател.
Неговата дипломна работа става първият му роман, „Откровението“, който издава със съдействието на Дийн Кунц, с когото се познават от списанието където публикуват разкази. Той е публикуван през 1990 г. Както в много от романите му действието се развива в селски райони в американския югозапад, в малкото градче Рандал, Аризона, което става арена на странни събития – необяснима бременност, поредица от смъртни случаи на фермери и техния добитък, изчезването на местен свещеник, и др., място където предстои битка със злото. Романът печели наградата „Брам Стокър“ за най.добър първи хорър роман.
Бентли Литъл публикува средно по един роман годишно от 1990 г. Повечето му заглавия са членувано съществително име, нещо, за което се е вдъхновил от романа „Сиянието“ на Стивън Кинг. Той избягва публичността и рядко прави промоционална работа или интервюта за своето творчество.
През 1995 г. се жени за библиотекарката Уай Сау Ли, с която имат син.
Бентли Литъл живее със семейството си в Фулъртън.

## Произведения

### Самостоятелни романи
- The Revelation (1990) – награда „Брам Стокър“[1][2][3][4]
- The Mailman (1991)
- Death Instinct (1992) – като Филип Емънс
- The Summoning (1993)
- Evil Deeds (1994)
- University (1994)
- Dominion (1995)
- The Store (1996)
- The House (1997)
- The Ignored (1997)
- The Town (1997)
- The Walking (2000)
- The Association (2001)
- The Return (2002)
- The Policy (2003)
- The Resort (2004)
- Dispatch (2005)
- The Burning (2006)
- The Vanishing (2007)
- The Academy (2008)
- His Father's Son (2009)
- The Disappearance (2010)
- The Haunted (2012)
- The Influence (2013)
- The Consultant (2015)
- The Handyman (2017)
- The Bank (2020)
- Gloria (2021)
- DMV (2023)

### Сборници
- Murmurous Haunts (1997)[1][2]
- The Collection (2002)
- Four Dark Nights (2002) (with others)
- Indignities of the Flesh (2012)
- Walking Alone (2018)
- Hunting (2006)
- The Mall (2006)
- The Circle (2012)

### Разкази и новели
частично представяне
- Nursing Home (1985)[1]
- Witch Woman (1985)
- A Pirate's Life for Me (1985)
- The Backroom (1985)
- Children's Hospital (1986)
- Connie (1998)
- Cockoo Clock (1999)
- The Theatre (1999)
Театърът, изд. „Прометей – И.Л.“ (2001), прев. Анелия Данилова
- Tree Hugger (2000)

### Екранизации
- 2007 Masters of Horror – тв сериал, 1 епизод по разказ
- 2023 The Consultant – тв сериал по романа, 7 епизода